# Pronolagus saundersiae
Pronolagus saundersiae (лат.) — вид млекопитающих из семейства зайцевых. Ранее считался подвидом кролика Смита, но ныне из-за морфологических и генетических различий с ним выделен в отдельный вид. Обитает на юге Африки.

## История изучения
Был впервые описан Джоном Хьюиттом (1880—1961), директором южноафриканского Музея Олбани, в 1927 году. Хьюитт сначала описал этого зайца как подвид южноафриканского кролика. В честь него сегодня вид называют кроликом Хьюитта. Латинское называние saundersiae дано в честь Энида Сондерса, который доставил найденные им вместе с Фрэнком Боукером в южноафриканском округе Олбани черепа зайцев, послужившие основой для описания таксона. Затем он долгое время считался подвидом Pronolagus rupestris. Так указывали разные зоологи, включая Эллермана, Т. Моррисота-Скотта и Хэймана. Таксон как подвид Pronolagus rupestris saundersiae записан Хоффманом и Смитом в третьем издании их справочника Mammal Species of the World.